# 阿雷讷
阿雷讷（法語：Areines，法語發音：[aʁɛn]）是法国卢瓦-谢尔省的一个市镇，属于旺多姆区。

## 地理
阿雷讷（47°48'4"N, 1°5'40"E）面积4.84 平方千米，位于法国中央-卢瓦尔河谷大区卢瓦-谢尔省，该省份为法国中北部省份，北起厄尔-卢瓦省，东北接卢瓦雷省，东南接谢尔省，南至安德尔省，西南接安德尔-卢瓦尔省，西北接萨尔特省。
与阿雷讷接壤的市镇（或旧市镇、城区）包括：库洛米耶拉图尔、梅莱、圣旺、旺多姆。

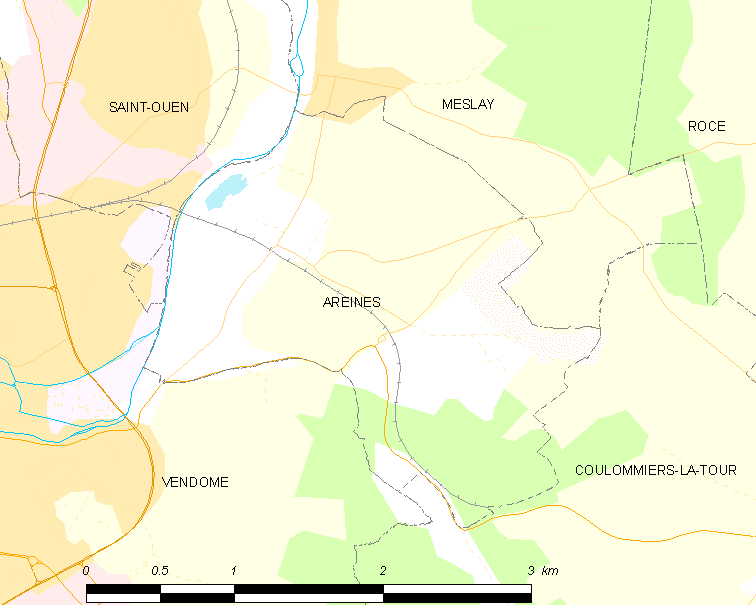
阿雷讷的OSM定位图

阿雷讷的时区为UTC+01:00、UTC+02:00（夏令时）。

## 行政
阿雷讷的邮政编码为41100，INSEE市镇编码为41003。

## 政治
阿雷讷所属的省级选区为旺多姆县。

## 人口

1962-2008年间阿雷讷人口变化图示

阿雷讷于2022年1月1日时的人口数量为580人。